# Băleni (okręg Bihor)
Băleni – wieś w Rumunii, w okręgu Bihor, w gminie Lazuri de Beiuș. W 2011 roku liczyła 194 mieszkańców.